# Омега (кириллица)
Ѡ, ѡ (оме́га) — буква старо- и церковнославянской кириллицы, другие названия: от, о. Соответствует греческой букве омега (Ω, ω), хотя воспроизводит только строчное её начертание (заглавное встречается крайне редко, только в заголовках в декоративных целях). В кириллице имеет вид  или , в древней (круглой) глаголице — . Числовое значение в кириллице — 800, в глаголице — 700.

## Алфавитное место и название
В азбуке глаголицы омега (называемая в ней только «от») занимает 25-ю позицию (после буквы Х). В старославянской кириллице по счёту 24-я (также стоит после Х). В церковнославянской азбуке об определённой позиции этой буквы говорить сложно: она имеет несколько форм, которые в разных изданиях могут по-разному помещаться в азбуку (или вообще отсутствовать) и по-разному соотноситься между собой и с другими буквами. Чаще всего после Х ставят лигатуру Ѿ и называют её «от», а собственно омегу (называя её «о», что путаницы не вызывает, так как «настоящая» буква О называется «он») либо объявляют вариантом буквы О и ставят с последней на одно и то же место, либо делают отдельной буквой азбуки, стоящей между О и П. По другой (более древней) системе омега ставится не возле О, а в конце азбуки, перед другими греческими буквами, либо чуть раньше, между Ꙗ и Ѧ. Встречаются и иные варианты.
Использование греческого названия «омега» для буквы славянских алфавитов — явление сравнительно по́зднее и используемое преимущественно в палеографически-типографском контексте. 

## Старославянский язык
В старославянском языке омега по звучанию не отличается от обычной буквы О; употребление той или иной из этих букв определялось эстетическими соображениями и свободным местом в строке (естественно, за исключением числового использования букв). Довольно рано выработалась традиция писать через омегу сочетание от в начале слова, ставя при этом буквы друг на друга; так возник знак Ѿ, который довольно часто считают буквой.

## Древнерусские рукописи
В берестяных грамотах и ряде других памятников бытовой письменности омега употребляется в XI—XIV веках в основном лишь в составе предлога «отъ» (иногда также союза «оть») и сокращённой записи под титлом имени Иоанн. Начиная с XIV века в берестяных грамотах распространено употребление омеги в начале слова и после гласной (в аналогичной функции выступает о широкое), при этом над омегой может ставиться горизонтальная черта и/или точки.

## Современный церковнославянский
Постепенно выработались и получили особые функции и другие варианты начертания, которых в настоящий момент в церковнославянской письменности можно насчитать до пяти:
- обычная омега  (Ѡ ѡ);
- «широкая» омега  (Ꙍ ꙍ);
- лигатура «от»  (Ѿ ѿ);
- омега с титлом ́ (Ѡ҃ ѡ҃);
- («широкая») омега с великим апострофом  (Ѽ ѽ).

Употребление этих знаков обычно следует таким основным правилам:
- буква-лигатура «от» всегда употребляется для предлога от и приставки от-, а больше нигде;
- «широкая» омега употребляется для слов-восклицаний «О!» и «Оле!» (не путать с современным футбольным восклицанием «оле́»: в церковнославянском ударение было о́ле, а значение приблизительно совпадало с местоимением «о»), а больше нигде (об одном возможном исключении см. в следующем пункте); при этом над ней стоит также только в этом случае употребляемый надстрочный знак — великий апостроф:  (иногда такую букву именуют «о торжественная», «омега торжественная»[1]).
- через омегу (обычно обыкновенную, но есть и редко используемая западная система использовать «широкую») пишутся те заимствованные слова, где и по-гречески стоит омега (а в связи с тем, что у греков омега и омикрон могут чередоваться при словообразовании и даже при склонении, порой возникает неоднозначность выбора варианта славянского написания; в некоторых случаях практика киевских и московских издателей тут традиционно не совпадает);
- через омегу пишутся предлоги о и об и соответствующие приставки (но если выделение приставки не очевидно, как в слове ожереліе, или она провзаимодействовала с корнем, как в слове область (об+власть), то чаще остаётся О);
- омегу на конце имеют наречия (краснѡ глаголати), а прилагательные среднего рода — О (красно солнце);
- окончания местоимений и прилагательных -аго, -яго, -ого, -его пишутся с омегой в родительном падеже и с О — в винительном;
- окончания -овъ и -омъ множественного числа пишутся с омегой: безъ кедрѡвъ, къ кедрѡмъ (к кедрам), но в единственном числе омонимичные формы имеют О: столъ кедровъ (кедровый), съ кедромъ;
- если существительное или прилагательное имеют форму множественного числа, звучащую так же, как и какая-то форма единственного числа, то во множественном числе О заменяется омегой (единъ рогъ — безъ двухъ рѡгъ).

В качестве числового знака используется обычно буква-лигатура «от», но возможно употребление и омеги. При этом надстрочное Т знака «от» иногда мешает поставить над ним знак титла, и из-за этого одно и то же число может быть напечатано по-разному:
- с обычной омегой вместо «от»;
- со знаком титла не над «от», а над другой буквой числа (обычно правее);
- вообще без знака титла;
- «по правилам» — с титлом над «от».

В гражданский шрифт омега включена не была, хотя соответствующие пробные литеры по распоряжению Петра I и были изготовлены. Соответственно, ни в одном языке, использующем гражданскую кириллицу, в алфавит не входит (хотя при печати церковным шрифтом книг на русском, сербском, болгарском и др. языках использовалась, как и прочие элементы церковнославянской орфографии).
Использовать название «омега» или «круглая омега» для широкого начертания буквы «он» (Ѻ, ѻ) неверно — это другая буква с другим числовым значением (70 в кириллице, 80 в глаголице).

## Юникод
Символы Юникода с названиями «cyrillic capital letter omega with titlo» и «cyrillic small letter omega with titlo» представляют на самом деле омегу с великим апострофом  (14 февраля 2007 года соответствующим образом был изменён рисунок знака, см. список поправок к стандарту Архивная копия от 30 июля 2015 на Wayback Machine). Для настоящей же омеги с титлом  используется стандартное сочетание из омеги и диакритического знака «титло» (combining cyrillic titlo, U+0483).